# A Dominikai Köztársaság a 2011-es úszó-világbajnokságon
A Dominikai Köztársaság a 2011-es úszó-világbajnokságon a három úszóval vett részt.

## Úszás
Férfi
| Versenyző       | Esemény                         | Selejtező | Selejtező | Elődöntő          | Elődöntő          | Döntő             | Döntő             |
| Versenyző       | Esemény                         | Idő       | Helyezés  | Idő               | Helyezés          | Idő               | Helyezés          |
| --------------- | ------------------------------- | --------- | --------- | ----------------- | ----------------- | ----------------- | ----------------- |
| Nicholas Schwab | Férfi 200 méteres gyorsúszás    | 1:54.95   | 47        | Nem jutott tovább | Nem jutott tovább | Nem jutott tovább | Nem jutott tovább |
| Nicholas Schwab | Férfi 400 méteres gyorsúszás    | 4:08.40   | 40        |                   |                   | Nem jutott tovább | Nem jutott tovább |
| Rommie Benjamin | Férfi 100 méteres pillangóúszás | 57.11     | 51        | Nem jutott tovább | Nem jutott tovább | Nem jutott tovább | Nem jutott tovább |
| Rommie Benjamin | Férfi 200 méteres pillangóúszás | 2:06.75   | 40        | Nem jutott tovább | Nem jutott tovább | Nem jutott tovább | Nem jutott tovább |

Női
| Versenyző       | Esemény                       | Selejtező | Selejtező | Elődöntő          | Elődöntő          | Döntő             | Döntő             |
| Versenyző       | Esemény                       | Idő       | Helyezés  | Idő               | Helyezés          | Idő               | Helyezés          |
| --------------- | ----------------------------- | --------- | --------- | ----------------- | ----------------- | ----------------- | ----------------- |
| Dorian McMenemy | Női 50 méteres pillangóúszás  | 29.37     | 36        | Nem jutott tovább | Nem jutott tovább | Nem jutott tovább | Nem jutott tovább |
| Dorian McMenemy | Női 100 méteres pillangóúszás | 1:06.58   | 46        | Nem jutott tovább | Nem jutott tovább | Nem jutott tovább | Nem jutott tovább |